# سردر مدرسه حاج حسن‌خان
سر در مدرسه حاج حسن خان مربوط به دوره صفوی است و در مشهد، داخل شهر واقع شده و این اثر در تاریخ ۸ مرداد ۱۳۵۴ با شمارهٔ ثبت ۱۰۸۷ به‌عنوان یکی از آثار ملی ایران به ثبت رسیده است.